# Åbo Akademis bibliotek

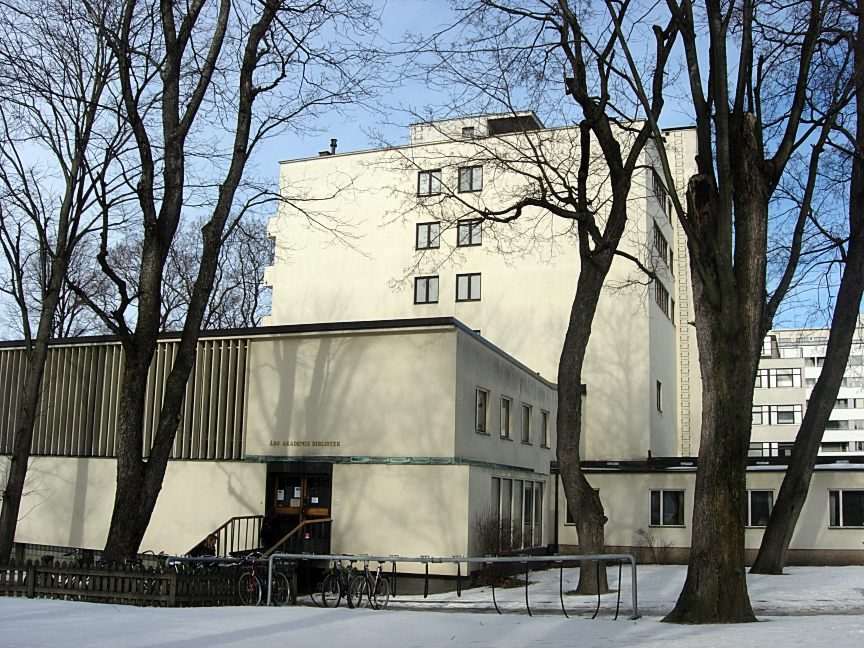
Åbo Akademis bibliotek.

Åbo Akademis bibliotek (ÅAB) är ett forskningsbibliotek vid Åbo Akademi, vilket inledde sin verksamhet den 9 januari 1919. 
Åbo Akademi, som grundades 1918, hade vid starten två fakulteter, en humanistisk och en matematisk-naturvetenskaplig. Biblioteket fick för en tid av sexton år till sitt förfogande åtta rum i Akademins huvudbyggnad. Under det följande decenniet grundades vid Åbo Akademi ytterligare tre fakulteter och Handelshögskolan vid Åbo Akademi. Biblioteket var därmed fullständigt underdimensionerat. Tack vare en donation av makarna Gösta och Gertrud Branders kunde en ny biblioteksbyggnad uppföras 1935. Husets arkitekt var Erik Bryggman och byggnaden fick namnet Boktornet; också detta bibliotek var redan från början underdimensionerat. Bryggman hade planerat en tillbyggnad, men hann inte fullfölja planerna före sin död. Uppdraget att fullfölja tillbyggnaden gick till Woldemar Baeckman och finansieringen ombesörjdes av Gösta och Gertrud Branders. Parets enda barn, Else Branders, tillställde 1998 testamentariskt Stiftelsen för Åbo Akademi ett mycket stort belopp att användas för att till biblioteket införskaffa sådan litteratur som det ordinarie litteraturmomentet inte räckte till för. 
Åbo Akademis bibliotek är främst ett forskningsbibliotek för studenter, lärare och forskare vid akademin. Åbo Akademis bibliotek i Åbo utgörs av huvudbiblioteket, fem campusbibliotek, omkring 20 institutionsbibliotek samt det så kallade ICT-biblioteket som är gemensamt med Åbo universitet och Åbo yrkeshögskola. Åbo Akademis bibliotek i Vasa ingår som en del av Vasa vetenskapliga bibliotek, Tritonia, som är ett gemensamt bibliotek för Vasa universitet (69 %), Åbo Akademi i Vasa (24 %) och Svenska handelshögskolan i Vasa (7 %). Campus- och institutionsbiblioteken betjänar i första hand forskningen och undervisningen vid respektive fakultet eller ämne. Biblioteket är ett friexemplarsbibliotek och ger service också åt allmänheten. Åbo Akademis bibliotek har också en omfattande handskriftsavdelning (omkring 2 500 hyllmeter) och en stor bildsamlingsenhet (omkring 600 000 bilder). Åbo Akademis bibliotek är djupt involverat i vården av det finlandssvenska kulturarvet, som delvis har digitaliserats och presenterats på bibliotekets hemsida. Näst Nationalbiblioteket har Åbo Akademis bibliotek mest rara böcker i sina samlingar, och dessa har sedan början av 2000-talet vårdats av två heltidsanställda konservatorer. Biblioteket har sedan slutet av 1980-talet tillsammans med Åbo Akademis förlag deltagit i bokmässan Bok & Bibliotek i Göteborg, senare även i Helsingfors bokmässa, och har i samråd med Högskolan på Åland under ett knappt decennium organiserat finlandssvenska kulturseminarier i samband med Mariehamns litteraturdagar.